# 東方外交
東方外交（とうほうがいこう、独: Ostpolitik）は、西ドイツの首相ヴィリー・ブラントによる、東ドイツを含む東欧諸国との関係正常化を目的とした、東側諸国に対する外交政策である。東方政策（とうほうせいさく）とも訳される。

## 経緯
冷戦初期の西ドイツを率いてきたアデナウアー政権（1949年 - 1963年）は、ハルシュタイン原則に基づき、西ドイツがドイツを代表する唯一の正当性を持った国家であるとして、ソ連以外の東ドイツと国交を持つ国との国交を断絶するという政策を実施し、東ドイツの存在自体を認めない立場をとった。しかし、そうした強硬姿勢をとる西ドイツは、1960年代に入るとデタントの趨勢から取り残されていくことになる。
アデナウアー政権と後継のエアハルト政権（1963年 - 1966年）はキリスト教民主同盟・キリスト教社会同盟（CDU/CSU）中心の連立政権であり、社会民主党（SPD）は野党であった。SPD所属の西ベルリン市長であったヴィリー・ブラントは、エゴン・バールの「接近による変化」構想に基づき、1963年12月に東ドイツと通行証協定を締結した。1964年にブラントはSPD党首に就任し、1966年にCDU/CSUとSPDの大連立によるキージンガー政権が発足すると、ブラントは外務大臣に就任した。この大連立政権は従来より踏み込んだ外交政策を示したが、東ドイツ承認と国境線の問題をめぐるCDU/CSUとSPDの対立が解消できなかった。また、ソ連と東ドイツは、西ドイツと東欧諸国の接近を警戒し、態度を硬化させてしまった。
1969年ドイツ連邦議会選挙の後、SPDは大連立を解消し、外交政策が一致する自由民主党（FDP）との連立政権を発足させた。ブラントは首相となり、10月の就任演説で、ドイツ人の民族的一体性を保ちつつ、東ドイツの存在を認める「一民族二国家論」を提唱した。ブラント政権は従来の方針を改め、東ドイツの存在を事実上認め、東プロイセンを放棄し、オーデル・ナイセ線を承認し、現状の状況を追認するという外交政策をとった。

## 対東ドイツの関係
東ドイツの存在を事実上認めたものの、ブラントは東ドイツを主権国家として認めるつもりはなく、そのため東ドイツの指導者ヴィリー・シュトフと対立した。最終的には1972年締結の東西ドイツ基本条約において、国際法上の国家承認を行うのではなく、同等の権利を持つ主権国家と認めるという曖昧な形で決着した。

## 対ポーランドの関係
1970年にオーデル・ナイセ線を事実上のドイツ・ポーランド国境とするワルシャワ条約が調印され、東ドイツとともにオーデル・ナイセ線を認めた。このオーデル・ナイセ線は、1991年に統一ドイツによって承認された。